# Samuel Greene Wheeler Benjamin
Samuel Greene Wheeler Benjamin (13. února 1837, Argos, Řecko – 19. července 1914, Burlington, Vermont) byl americký novinář, spisovatel a diplomat.
Jeho rodiče byli američtí misionáři v Řecku. Kvůli tomu se tam také narodil, přesněji v řeckém městě Argos, vzdělání již však získal ve Spojených státech. V roce 1859 získal titul bakalář umění na Williams College. Ze začátku pracoval jako novinář, spisovatel, umělec a diplomat. V roce 1883 byl jmenován na nově vytvořenou pozici amerického velvyslance v Persii (dnešní Írán). Toto místo zastával až do roku 1885, kdy se vrátil zpět do Ameriky.
Když pracoval jako novinář, zastával roli výtvarného redaktora časopisu Magazine of Art. Byl také námořním malířem a ilustrátorem. Benjamin psal rád poezii a knihy o Persii, Řecku, Turecku a o americkém a evropském umění. Ve své autobiografii „The Life and Adventures of a Free Lance“ Benjamin poukazuje na své přátelství s newyorskými umělci, včetně Williama Holbrooka Bearda, Frederica Edwina Churche, Sanforda R. Gifforda a Launta Thompsona.
Benjamin zemřel v roce 1914 v Burlingtonu ve Vermontu a je pohřben na hřbitově Lakeview.